# Kepler-446
Désignations
Kepler-446 est un système planétaire dont l’objet principal est l’étoile Kepler-446, une naine rouge située à une distance d’environ 96,3 pc (∼314 al) du Soleil.
Trois planètes confirmées — Kepler-446 b, Kepler-446 c et Kepler d — sont en orbite autour d’elle.
Sa masse est estimée 0,22 ± 0,05 masse solaire pour un rayon de 0,24 ± 0,04 rayon solaire.